# Consolidated PBY
Die Consolidated PBY „Catalina“ war ein zweimotoriges Seeaufklärungsflugzeug des US-amerikanischen Herstellers Consolidated Aircraft (ab 1943: Consolidated Vultee). Von 1935 bis 1945 wurden insgesamt 3272 der Flugboote bzw. Amphibienflugzeuge gebaut und während des Zweiten Weltkrieges von der US Navy, den USAAF, der Royal Air Force und den sowjetischen Seefliegerkräften eingesetzt.
PB bedeutet „Patrol Bomber“; Y ist der Code für den Hersteller Consolidated (Vultee). Der Beiname „Catalina“ bezieht sich auf Santa Catalina Island vor der Küste Kaliforniens.

## Geschichte
Die Entwicklung des Flugzeuges begann im Frühjahr 1933. Bereits am 28. Oktober 1933 bestellte die US Navy einen Prototyp, der gegen die Douglas XP3D-1 antreten sollte. Consolidated griff dabei auf Erfahrungen bei der Entwicklung der P2Y zurück. Der Erstflug des im Februar 1935 in Buffalo (New York) fertiggestellten Prototyps der „Catalina“ (Herstellerbezeichnung: Model 28), der noch die Bezeichnung XP3Y trug, erfolgte am 28. März 1935. Da der Niagara River zu diesem Zeitpunkt zugefroren war, musste das Flugzeug dazu per Eisenbahn zur Naval Air Station Anacostia (Washington D.C.) gebracht werden. Der Konstrukteur Isaac Laddon war so überzeugt von seinem Entwurf, dass er neben Pilot Bill Wheatley an Bord war. Am 29. Juni 1935 bestellte die Navy 60 Maschinen und im Oktober 1936 flog die erste in San Diego gebaute PBY-1 für die US Navy, woraufhin weitere 116 Stück der Ausführungen PBY-2 und PBY-3 bestellt wurden. 1938 erschien die PBY-4 mit den 1200 PS leistenden Pratt & Whitney R-1830-Twin-Wasp-Motoren und den beiden verglasten blasenförmigen Beobachterkanzeln am hinteren Rumpf. Am 20. Dezember 1939 bestellte dann die US Navy 200 Exemplare PBY-5, die als Langstrecken-Patrouillenflugzeuge die Neutralität der USA schützen sollten. Ab Mai 1941 flogen die Maschinen von Neufundland und später von Island aus.
Außer Consolidated fertigten drei weitere Flugzeughersteller das Flugboot. Canadian Vickers (später Canadair) baute 380 PBY-5A als PBV-1A, die 150 Flugzeuge in kanadischen Diensten wurden unter dem Namen „Canso“ geführt. Boeing Canada in Vancouver baute etwa 300 PBY-5 als PB2B vorwiegend für die britische Luftwaffe. Die Naval Aircraft Factory in Philadelphia baute 155 modifizierte PBY-5 unter dem Namen PBN-1 Nomad. Canadair war der einzige Hersteller überhaupt, der das Flugboot in der Version PBY-6A nach dem Ende des Zweiten Weltkrieges in sehr kleinen Stückzahlen weiter produzierte. Die Canso wurde unter anderem in Frankreich als Löschflugzeug verwendet.
In der Sowjetunion sollten 150 „Catalina“ als GST (Gydrosamoljot transportny) in Taganrog in Lizenz gebaut werden, aufgrund von Produktionsschwierigkeiten und der deutschen Invasion wurden aber bis 1941 nur 27 GST hergestellt, die bei der Aeroflot und der Polarluftflotte unter der Bezeichnung MP-7 geflogen wurden. 189 Flugzeuge der Versionen PBN-1, PBY-6A und PBY-3 wurden im Rahmen des Lend-Lease-Abkommens geliefert. Die letzten dieser Catalinas flogen noch bis Mitte der 1950er-Jahre bei der sowjetischen Marine.
Insgesamt liefen fast 3300 Exemplare von den Bändern, davon mehr als 1400 als Amphibienflugzeuge. Die Catalina ist damit das meistgebaute Flugboot.
Die US Air Force versetzte die Catalina 1953 in den Ruhestand, die US Navy musterte im Januar 1957 die letzte Maschine aus.

## Konstruktion und Einsatz

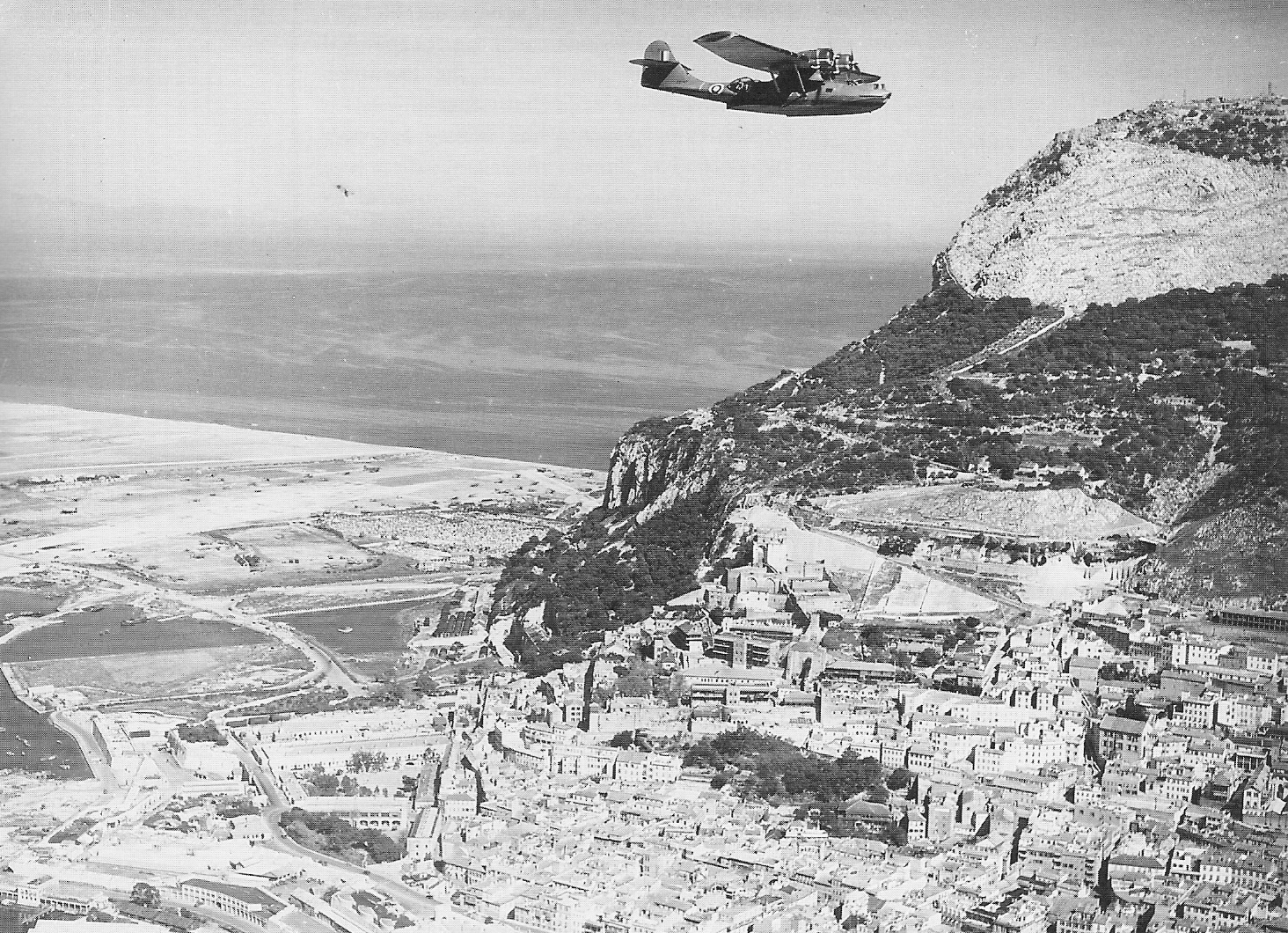
Eine Catalina fliegt zu Beginn ihres Patrouillenfluges an der Nordfront des Felsens von Gibraltar vorbei (März 1942)

Die konstruktive Auslegung ergab einen niedrigen, breiten, bootsförmigen Rumpf, der sich stark verjüngte und in ein einfaches Seitenleitwerk auslief, das auf etwa halber Höhe das Höhenleitwerk trug. Die charakteristische weitspannende Tragfläche war in Hochdeckerbauweise auf einem Pylon mit vier Streben zum Rumpf montiert. Zum Schutz vor Spritzwasser waren die beiden Twin-Wasp-Doppelsternmotoren so hoch wie möglich eingebaut. Zusätzlich dienten ihre Abgase erstmals der Enteisung der Tragfläche. Die Stützschwimmer waren einziehbar, wobei die Körper der Schwimmer in eingefahrenem Zustand die Tragflächenspitzen bildeten. Im November 1939 wurde eine Version mit Einziehfahrwerk erprobt und 1940 erschien eine Amphibienversion.
Aufgrund der großen Reichweite – die „Catalina“ konnte bei 200 km/h fast 24 Stunden in der Luft bleiben – war die PBY für die Fernaufklärung und die Sicherung von Geleitzügen geeignet. Die Hauptaufgabe der im Atlantik eingesetzten Maschinen war dabei das Aufspüren und Bekämpfen von U-Booten mit Wasserbomben und zwei mitgeführten Torpedos. So wurden im Zeitraum zwischen August 1942 und Juli 1943 allein von Catalinas 14 U-Boote versenkt.
Britische Catalina-Flugboote wirkten an der Berliner Luftbrücke mit und landeten dabei auf der Havel. Besonders wichtig waren sie zum Transport von Salz, da ihre seewasserfeste Bauweise der stark korrosiven Wirkung von Salzstaub widerstand.
Am 1. Oktober 1958 ging eine taiwanische PBY-5A mit sieben Soldaten, darunter vier US-Soldaten, während der Zweiten Quemoy-Krise auf dem Flug von den Matsu-Inseln nach Taiwan verloren und konnte auch nach dreitägiger Suche nicht gefunden werden.
Jacques-Yves Cousteau benutzte eine PBY-6A (N101CS) bei seinen Tauchexpeditionen. Sein zweiter Sohn Philippe starb in diesem Flugzeug bei einer missglückten Wasserung im Fluss Tejo bei Lissabon.

## Nutzer

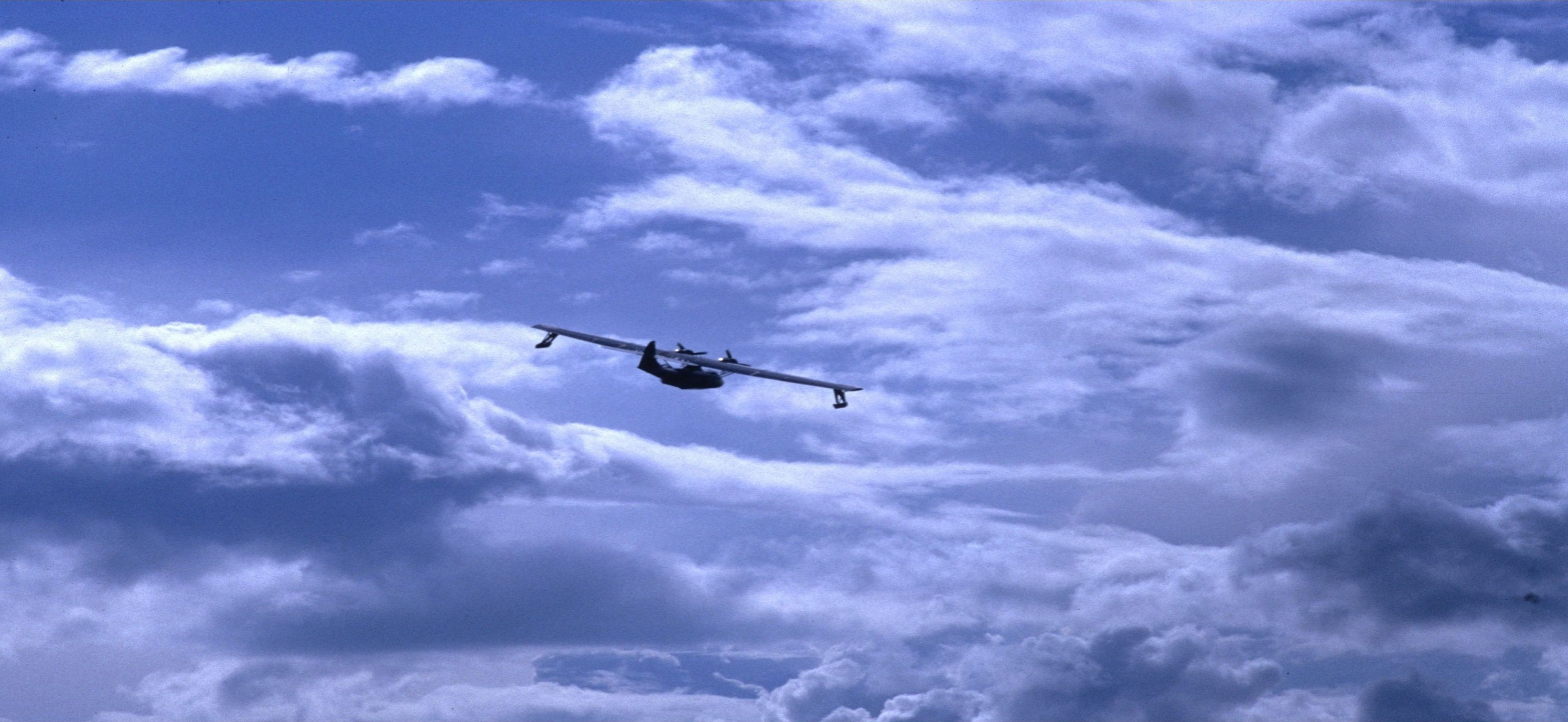
Die PH-PBY, eine niederländische PBY-5A Catalina beim Start vom Flughafen Niederrhein während einer Flugschau, 2008

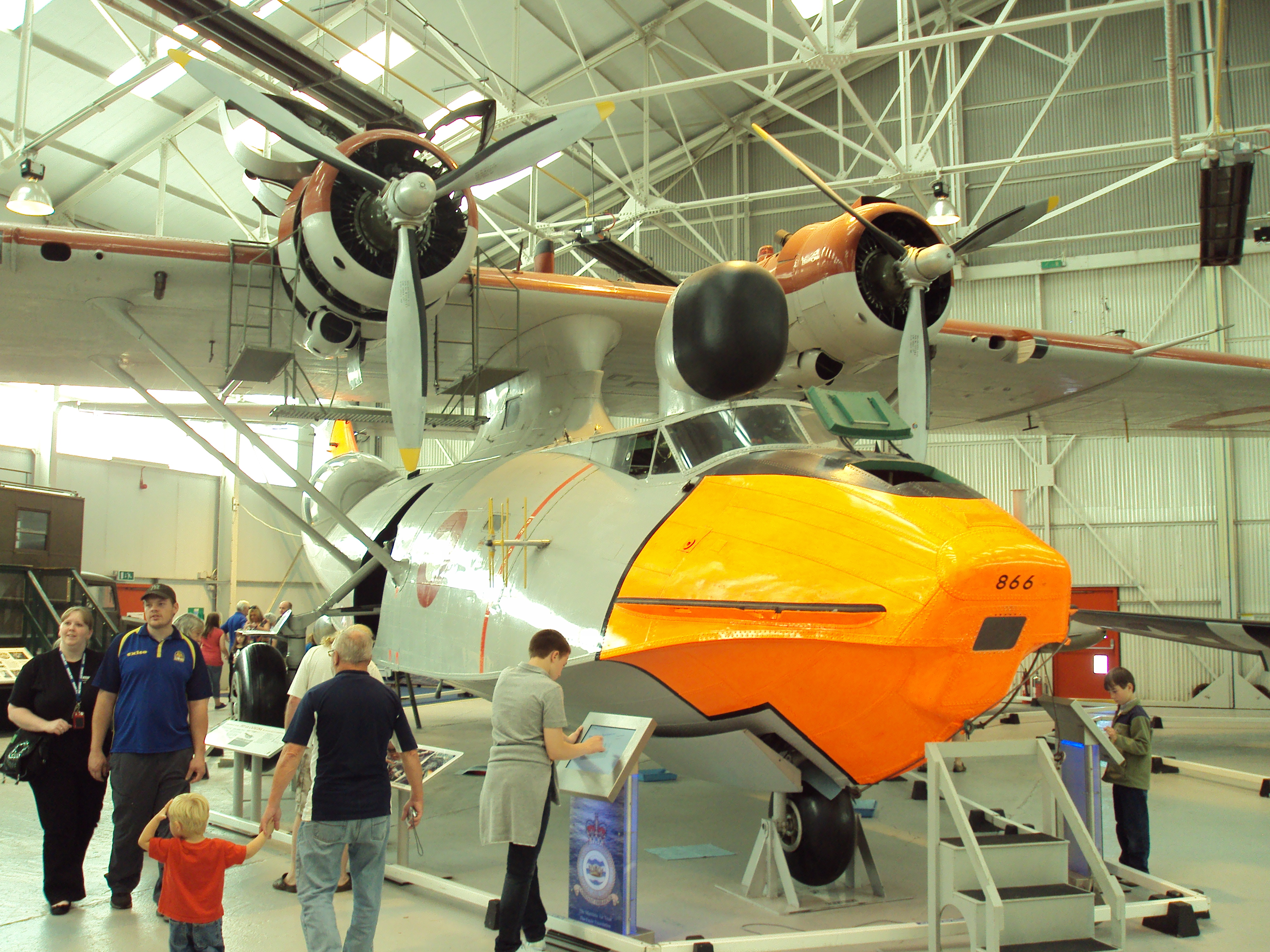
PBY im RAF-Museum Cosford

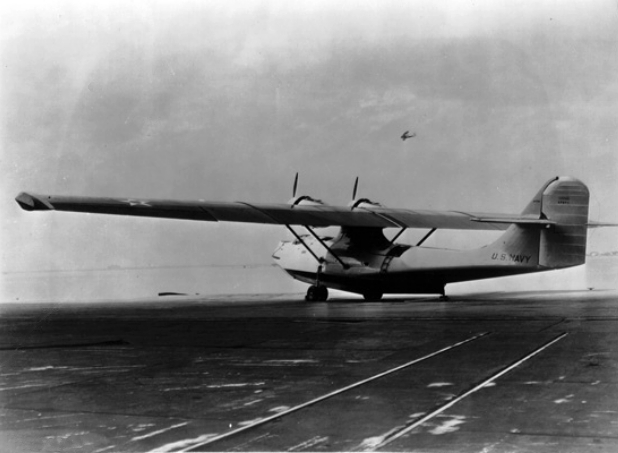
Prototyp XP3Y-1, 1935

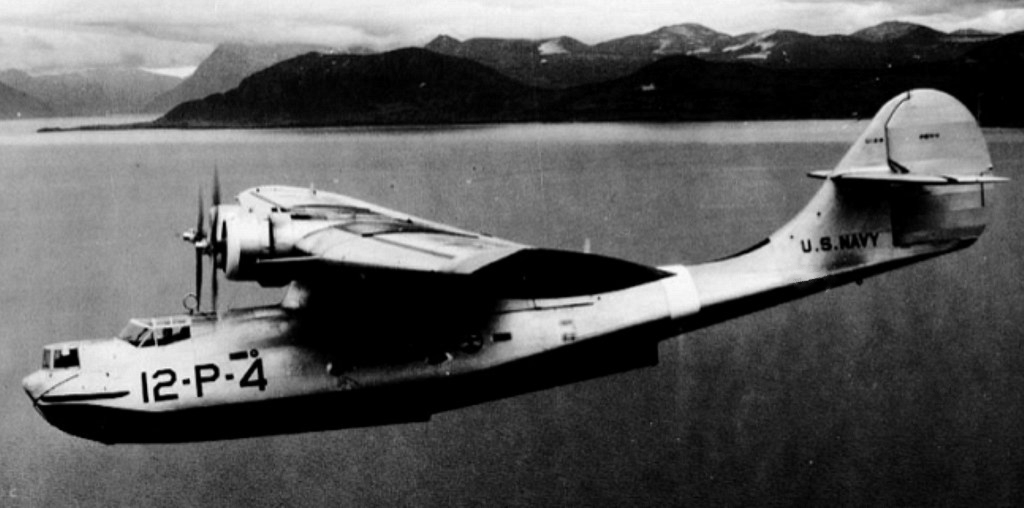
PBY-1, 1937

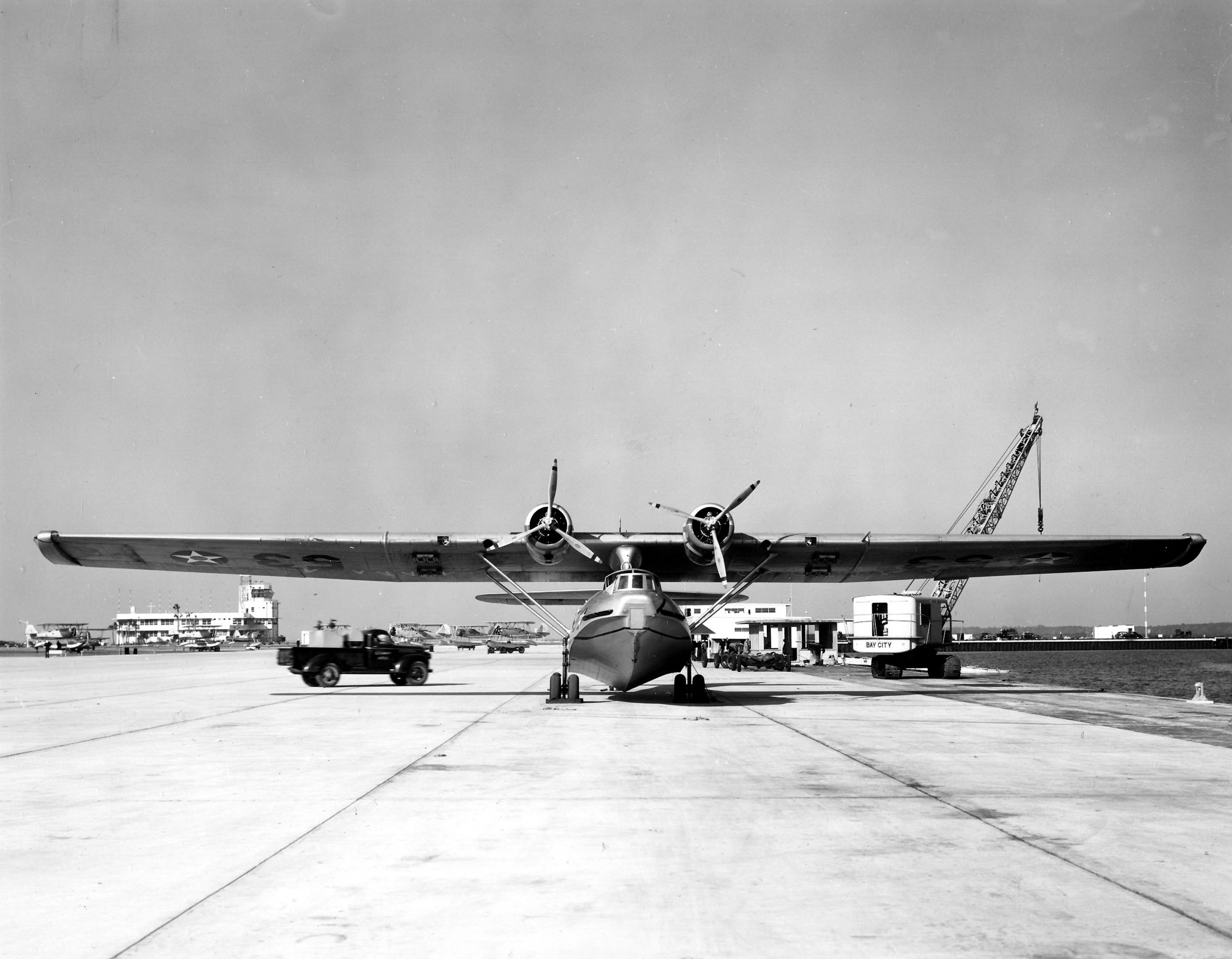
PBY-2, Januar 1942

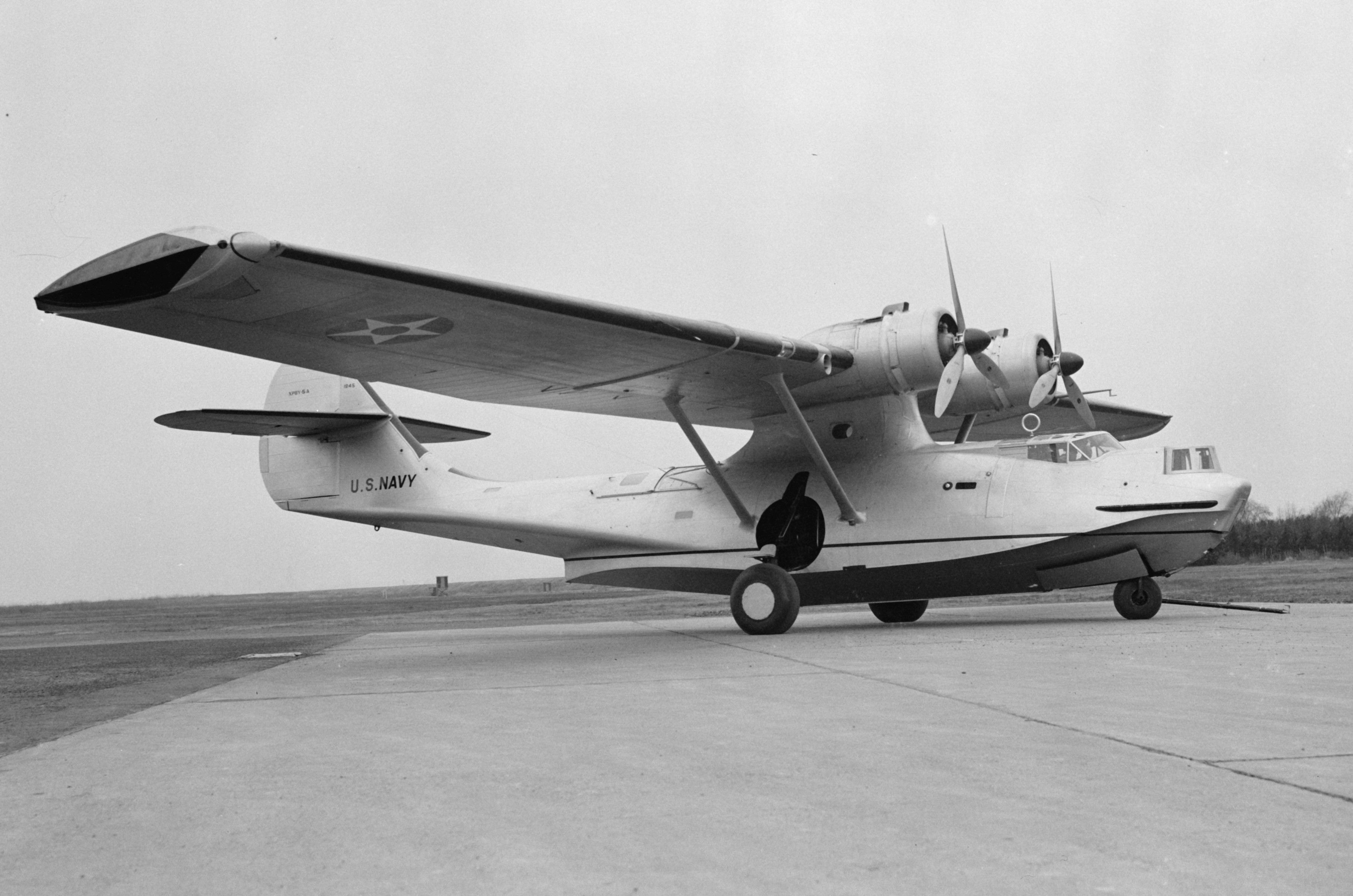
XPBY-5A der NAS Anacostia, Dezember 1939

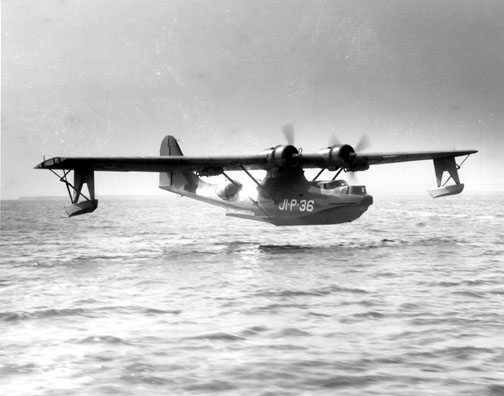
PBY-5 der NAS Jacksonville

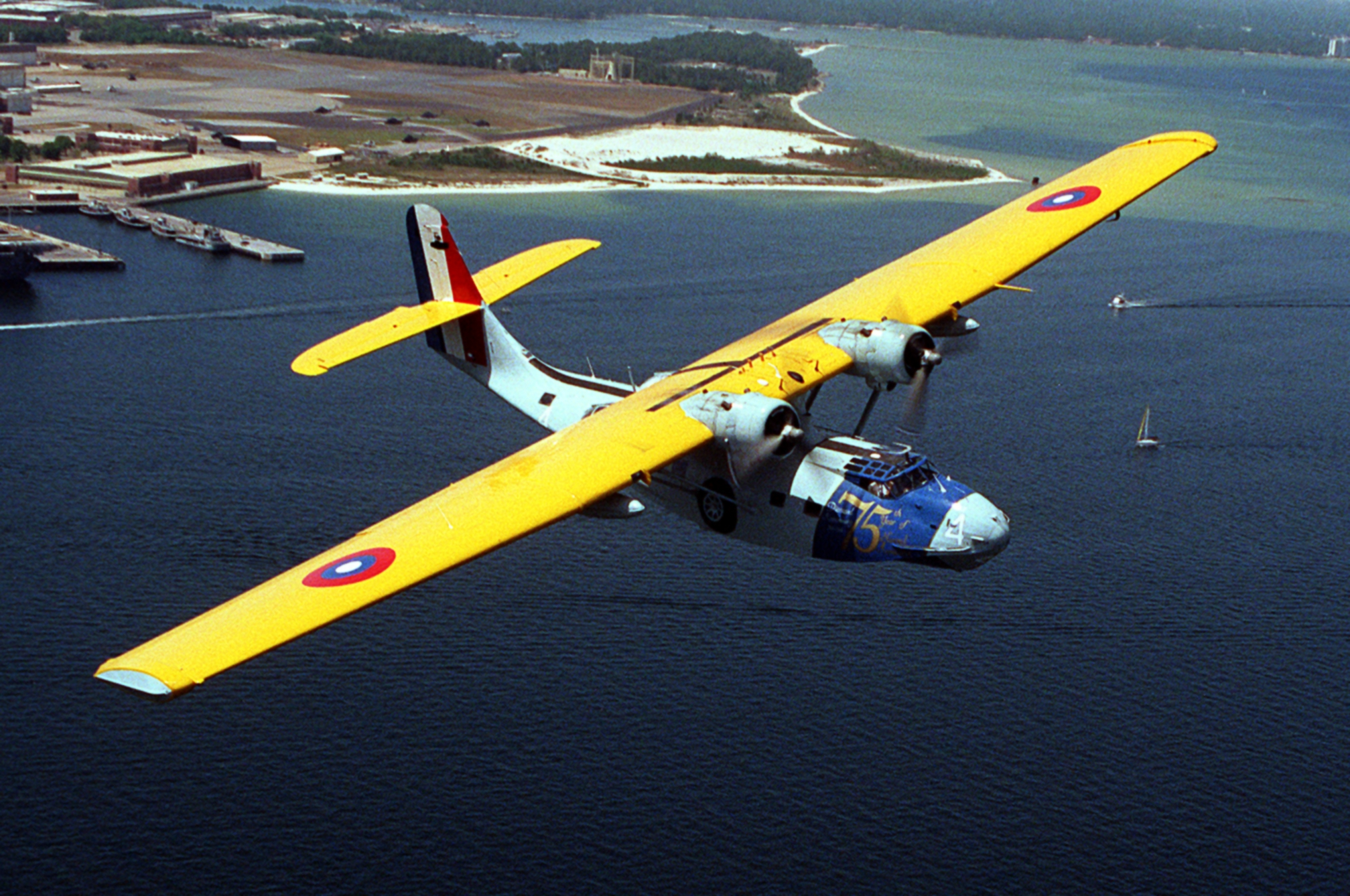
PBY-6A der NAS Pensacola, Mai 1986

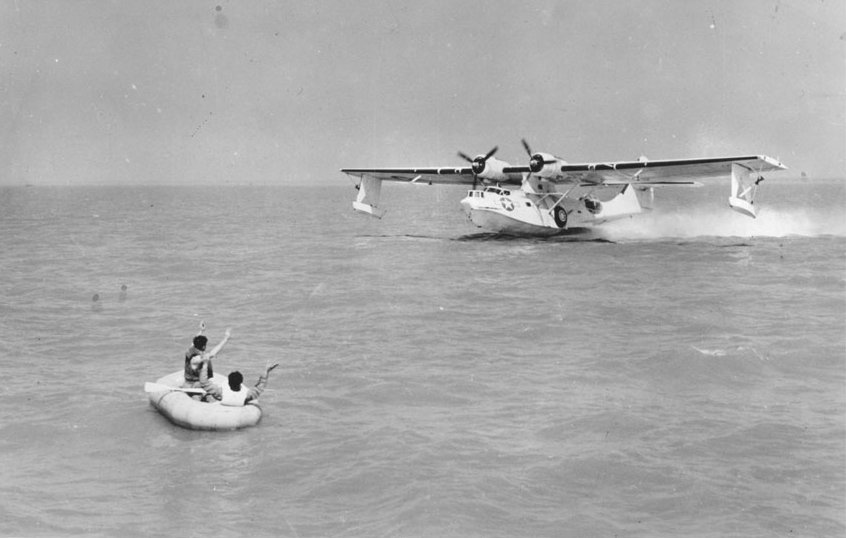
OA-10A der USAAF, 1944

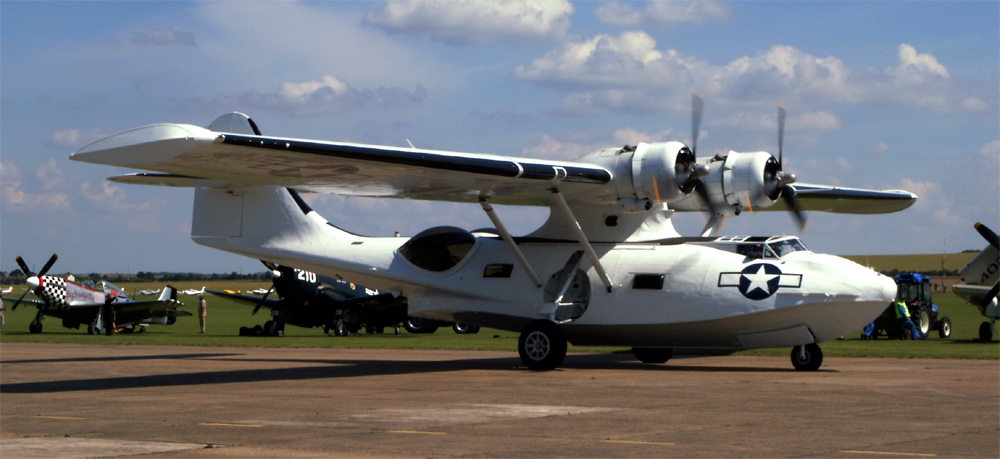
PBV-1A Canso von Plane Sailing in Duxford, England

Argentinien
 Australien
 Ägypten
 Äthiopien
 Bulgarien
 Chile
 Dänemark
 Dominikanische Republik
 Ecuador
 Frankreich
 Haiti
 IslandKüstenwache
 Indonesien
 Israel
 Japan
 Kanada
 Kolumbien
 Kuba
 Mexiko
 Neuseeland
 Niederlande
 Norwegen
 Paraguay
 Peru
 Philippinen
 Portugal
 Spanien
 Südafrikanische Union
 Schweden
 Taiwan
 SowjetunionSeefliegerkräfte
 Vereinigtes Königreich
 Vereinigte StaatenAir Force
Navy

## Varianten
XP3Y-1
Prototyp mit zwei 825 PS leistenden Pratt & Whitney-R-1830-58-Motoren (BuNo 9459).
XPBY-1
Umbau der XP3Y-1, Ausrüstung mit 900 PS leistenden R-1830-64-Motoren, drehbarem Waffenturm im Bug und neuem Heckleitwerk. Erstflug 19. Mai 1936.
PBY-1 (Model 28-1)
Serienversion mit R-1830-64-Motoren, 60 gebaut.
PBY-2 (Model 28-2)
Version mit verbesserter Avionik und verändertem Leitwerk, 50 gebaut.
PBY-3 (Model 28-3)
Version mit 900-PS-R-1830-66-Motoren, 66 gebaut.
PBY-4 (Model 28-4)
Version mit 1050-PS-R-1830-72-Motoren und Propellerspinnern, 33 gebaut.
PBY-5 (Model 28-5)
Version mit 1200 PS leistenden R-1830-92-Motoren und zwei tropfenförmig verglasten MG-Ständen am hinteren Rumpf, 979 gebaut.
XPBY-5A
Umbau der letzten PBY-4 und Ausrüstung mit einem Einziehfahrwerk. Erstflug am 22. Dezember 1939.
PBY-5A (Model 28-5A)
amphibische Version der PBY-5, teils mit verbesserter Bewaffnung, 782 gebaut.
PBY-6A
amphibische Version mit neuem Heckleitwerk, serienmäßig mit Radar über dem Cockpit ausgerüstet, 175 gebaut (48 an die UdSSR abgegeben).
PBY-6AG
Umbau einer PBY-6A als VIP-Transporter der United States Coast Guard.
PB2B-1
von Boeing Canada gebaute PBY-5, 165 gebaut. Die meisten wurden als Catalina Mk IVB an die Royal Air Force und die Royal New Zealand Air Force geliefert.
PB2B-2
von Boeing Canada gebaute PBY-5 mit Heckleitwerk der PBN-1, 67 gebaut (meist als Catalina Mk VI an die RAF geliefert).
PBN-1
Version der PBY-5 der U.S. Naval Aircraft Factory. Der Rumpf wurde um etwa 60 cm verlängert, das Seitenleitwerk vergrößert, die Tragfläche verstärkt, die Schwimmer an den Tragflächenenden und die Avionik wurden verbessert. 155 wurden für die RAF gebaut, 138 dieser Flugzeuge wurden an die UdSSR geliefert.
PBV-1A
von Canadian Vickers gebaute PBY-5A, 380 gebaut; 150 wurden als Canso an die Royal Canadian Air Force geliefert, die restlichen an die United States Army Air Forces.
OA-10
230 an die USAAF für Rettungseinsätze gelieferte PBY-5A (ab 1948 A-10).
OA-10A
Bezeichnung der PBV-1 der USAAF (ab 1948 A-10A).
OA-10B
76 an die USAAF gelieferte PBY-6A (ab 1948 A-10B).
Catalina Mk I
Für die RAF gebaute PBY-5 mit 1200 PS leistenden R-1830-S1C3-G-Motoren, Bewaffnung mit sechs 0.303-in-MG, 109 gebaut.
Catalina Mk IA Canso
für die RCAF gebaute Catalina Mk I, 14 gebaut.
Catalina Mk IB
im Rahmen des Leih- und Pachtgesetzes für die RAF gebaute PBY-5A, 225 gebaut.
Catalina Mk II
Mk I mit leicht veränderter Ausrüstung, 6 gebaut.
Catalina Mk IIA
von Vickers Canada für die RAF gebaute Catalina Mk II, 50 gebaut.
Catalina Mk IIIA
12 PBY-5A, die von der RAF für den „North Atlantic Ferry Service“ genutzt wurden.
Catalina Mk IVA
im Rahmen des Leih- und Pachtgesetzes für die RAF gebaute PBY-5, 93 gebaut.
Catalina Mk IVB
im Rahmen des Leih- und Pachtgesetzes für die RAF gebaute PB2B-1, 193 gebaut.
Catalina Mk VI
im Rahmen des Leih- und Pachtgesetzes für die RAF gebaute PB2B-2, 50 gebaut.
GST
in der UdSSR gebaute PBY-5 mit M-62IR- (Lizenzversion des R-1820-G3) oder M-87-Motoren, etwa 27 gebaut.

## Produktion
Die Gesamtproduktion der Consolidated Catalina ist nur umständlich zu bestimmen. Consolidated produzierte insgesamt 2.393 Catalina, davon 235 bei Consolidated, New Orleans. Während der Zeit von 1940 bis 1945 lieferte Consolidated in San Diego insgesamt 2.858 Patrol Bomber an die Navy, davon 217 PB2Y Coronado und 740 PB4Y Privateer, womit für die PBY 1.868 Flugzeuge nachgewiesen sind. Zusätzlich wurde die PBY von zwei weiteren US-Werken nachgebaut:
Weitere Produktion der Consolidated Catalina durch US-Firmen:
| Hersteller                   | Version | 1943 | 1944 | 1945 | SUMME |
| ---------------------------- | ------- | ---- | ---- | ---- | ----- |
| Consolidated, New Orleans    | PBY     |      | 51   | 184  | 235   |
| Naval Aircraft, Philadelphia | PBN     | 39   | 97   | 19   | 155   |
| SUMME                        |         | 39   | 148  | 203  | 390   |

Aus der US-Produktion erhielt die RAF insgesamt 448 Flugzeuge, davon 174 durch Akquisition durch die British Air Commission und 274 im Rahmen von Lend-Lease.
In Kanada wurden 307 Catalinas auf britische Rechnung und 424 auf kanadische Rechnung, zusammen also 731, gebaut. 193 Flugzeuge von Boeing, Vancouver, und 2 aus der Produktion von Vickers gingen an die RAF. Von der kanadischen Produktion übernahm die US-Regierung 520 Flugzeuge auf eigene Rechnung. Canadian Vickers baute insgesamt 369 Flugzeuge, davon 230 O-10A für die USAAF und 139 Canso A für die RCAF. Boeing Canada produzierte 55 Canso A von Oktober 1942 bis Juli 1943 für die RCAF, 240 PB2B-1 von Juli 1943 bis Oktober 1944 und 67 PB2B-2 von September 1944 bis März 1945, zusammen also 362 Catalina.
Produktion der Consolidated Catalina durch kanadische Firmen auf US-Rechnung:
| Hersteller        | Version | 1943 | 1944 | 1945 | SUMME |
| ----------------- | ------- | ---- | ---- | ---- | ----- |
| Boeing, Vancouver | PB2B-1  | 75   | 148  |      | 223   |
| Boeing, Vancouver | PB2B-2  |      | 55   | 12   | 67    |
| Vickers, Montreal | OA-10A  | 4    | 201  | 25   | 230   |
| SUMME             |         | 79   | 404  | 37   | 520   |

Somit wurden in Nordamerika insgesamt 3.279 Catalinas gebaut (2.158 Consolidated, San Diego, 235 Consolidated, New Orleans, 155 NAF, 362 Boeing, Canada, 369 Canadian Vickers). Die sowjetische Produktion belief sich im Jahre 1939 auf eine GST und 1940 auf 27, nachdem Consolidated drei Flugzeuge, davon zwei in Teilen, als Muster geliefert hatte.

## Technische Daten

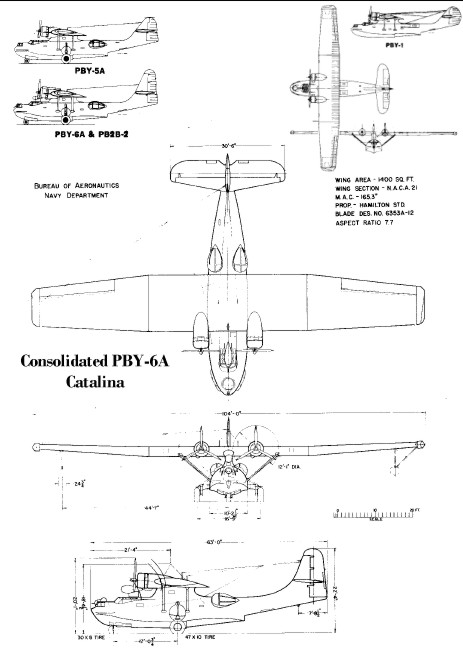
Dreiseitenriss einer PBY-6A

| Kenngröße             | Daten                                                                 |
| --------------------- | --------------------------------------------------------------------- |
| Typ                   | Seeaufklärer und U-Boot-Jäger                                         |
| Besatzung             | 9                                                                     |
| Länge                 | 19,46 m                                                               |
| Spannweite            | 31,70 m                                                               |
| Flügelfläche          | 130,06 m²                                                             |
| Flügelstreckung       | 7,7                                                                   |
| Flächenbelastung      | 124,00 kg/m²                                                          |
| Leermasse             | 7.976 kg                                                              |
| max. Startmasse       | 16.081 kg                                                             |
| Antrieb               | zwei Sternmotoren Pratt & Whitney R-1830 mit je 882 kW (ca. 1.200 PS) |
| Höchstgeschwindigkeit | 315 km/h                                                              |
| Reichweite            | 4.055 km                                                              |
| Bewaffnung            | drei 7,62-mm-MG, zwei 12,7-mm-MG, 1.816 kg Bombenlast                 |

## Zivile Nutzung
Qantas Verbindung von Perth nach Karatschi (1943 bis 1945)

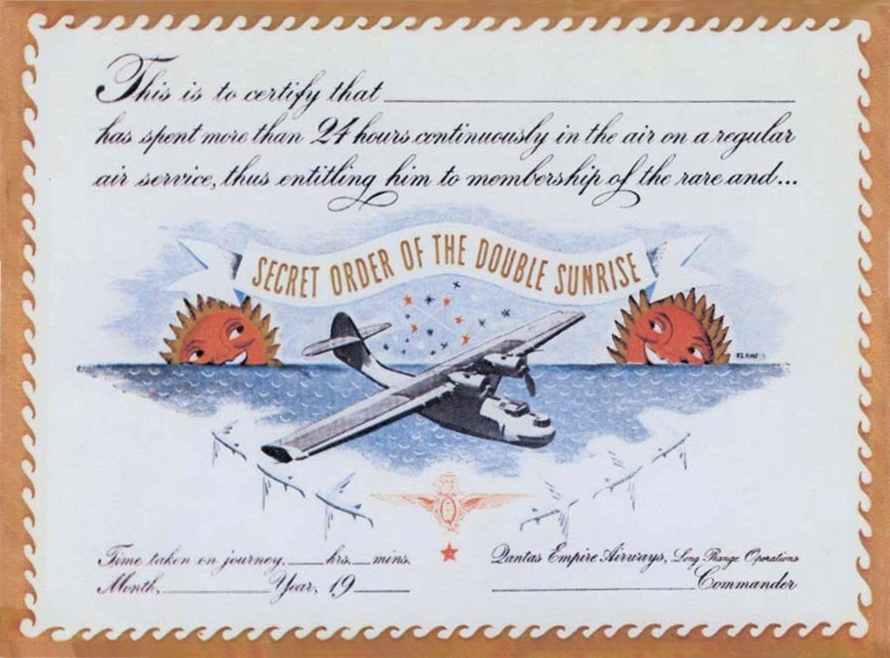
Das „Secret Order of the Double Sunrise“ Zertifikat

Die von Qantas betriebene Flugverbindung bestand vom Juli 1943 bis zum 18. Juli 1945 und wurde eingerichtet infolge der Unterbrechung der Fluglinien nach der Eroberung Singapurs durch die Japaner im Februar 1942.
Personal der australischen Luftwaffe wurde aufgefordert, Catalina-Flugzeuge für die Qantas-Fluggesellschaft zu fliegen. In den ersten Monaten mussten die Flugboote auf der US Navy-Station Nedlands in unmittelbarer Nähe von Crawley aufgetankt werden. Die Flüge starteten am Swan River in der Nähe von Perth an der Westküste Australiens und verbanden diese mit der Basis der Royal Air Force in Koggala bei Galle im äußersten Süden der Insel Ceylon, dem heutigen Sri Lanka, über eine Entfernung von 6.480 km. Ab 4. November 1943 wurde die Linie nach Karachi in Pakistan verlängert.
Die Flüge waren mit einer Flugdauer von 27 bis 33 Stunden die längsten der kommerziellen Luftfahrt. Aus diesem Grund wurden diese Flüge, bei denen die Passagiere den Sonnenaufgang zweimal sehen konnten, „The Double Sunrise“ genannt. Sie mussten unter strikter Funkstille durchgeführt werden, um keine japanischen Flugzeuge anzulocken. Zum Navigieren nutzte man nur den Kompass und die Sterne (Astronomische Navigation mittels Rigel, Spica, Altair, Wega und Antares – diese waren auch die Namensgeber für die eingesetzten Maschinen). Der erste Flug fand am 7. Juli 1943 statt.
Die Abflugzeit wurde so festgelegt, dass man nachts über die von den Japanern besetzten Gebiete in Niederländisch-Ostindien flog. Die Route folgte der Westküste Australiens von Crawley nach Exmouth, wandte sich dann den Kokosinseln oder der Weihnachtsinsel zu und passierte sie in einer gewissen Entfernung. Nach dem Erfolg der ersten Flüge wurde der Service wöchentlich angeboten.
Die Nutzlast war sehr gering: 500 kg oder 3 Passagiere mit höchstens 65 kg Gepäck oder Post. Aus Gewichtsgründen wurden alle nicht wesentlichen Geräte wie Enteisungs- oder Heizgeräte entfernt. Dies wurde während des Fluges problematisch, da die Außentemperatur auf unter −10 °C abfiel und die Flugzeuge schlecht isoliert waren. Das Startgewicht betrug dennoch 15.900 bis 16.000 kg und lag damit nahe des maximalen Startgewichts von 16.100 kg. Es beinhaltete ca. 9.000 l Kraftstoff und gab den Catalinas eine Reichweite von ca. 6.700 km. Insgesamt wurden 271 Flüge mit 860 Passagieren und 4.500 kg Post durchgeführt. Am Ende des Fluges erhielten alle Passagiere von der Fluggesellschaft Qantas das Zertifikat des „Geheimen Ordens des Doppelten Sonnenaufgangs“.  Es war eine illustrierte Bescheinigung die allen Passagieren bestätigte, dass sie länger als 24 Stunden in der Luft waren.
Trotz aller Probleme bei diesen Flügen ging keine Catalina verloren. Ab dem Sommer 1944 wurden die Catalinas durch größere und komfortablere Consolidated LB-30 Liberator II Transport ersetzt.

## Zwischenfälle
- Am 16. Juli 1948 wurde eine Consolidated PBY-5A Catalina der Cathay Pacific (Luftfahrzeugkennzeichen VR-HDT) auf einem Flug von Macau nach Hongkong von vier Männern entführt. Kurz nach dem Start kam der Kapitän beim Handgemenge ums Leben und das Flugzeug stürzte in den Perlfluss bei Zhuhai. Bis auf einen der Entführer überlebte den Absturz niemand, insgesamt starben 25 Personen (siehe auch Entführung der Miss Macao).[18]

- Am 17. Oktober 1951 wurde eine Consolidated Canso A der kanadischen Queen Charlotte Airlines (CF-FOQ) bei schlechtem Wetter in den Mount Benson (British Columbia, Kanada) geflogen. Grund waren Navigationsfehler beim dennoch durchgeführten Sichtflug. Das Flugzeug befand sich auf dem Weg von Kildala (British Columbia) nach Vancouver. Bei diesem CFIT (Controlled flight into terrain) wurden alle 23 Insassen getötet, drei Besatzungsmitglieder und 20 Passagiere.[19]

- Am 18. Mai 1952 verunglückte ein Amphibienflugzeug des Typs Typ Boeing-Canada PB2B-1 Canso A (PBY-5A) der Maritime Central Airways (CF-FAN), mit dem ein Frachtcharterflug vom Flughafen Gander nach Cartwright durchgeführt werden sollte, bei der Wasserlandung in der Sandwich Bay. Bei dem Unfall wurden alle drei Personen an Bord der Maschine getötet. Unfallursache war, dass der verantwortliche Pilot vergessen hatte, das Fahrwerk der Maschine für die Wasserlandung einzufahren, wodurch beim Aufsetzen der Räder eine Hebelwirkung erzeugt und das Heck der Maschine im Wasser augenblicklich in eine vertikale Position hochgehebelt wurde (siehe auch Flugunfall der Maritime Central Airways in der Sandwich Bay).[20]

- Am 11. Mai 1953 verunglückte ein Amphibienflugzeug des Typs Boeing-Canada PB2B-1 Canso A (PBY-5A) der Canadian Pacific Air Lines (CF-CRV) bei einer Wasserlandung in Prince Rupert. Ein Passagier und ein Besatzungsmitglied starben.[21]

- Am 22. August 1961 wurde eine Canadian Vickers PBV-1A Canso der indischen Airways (India) (VT-DID) an einem unbekannten Ort in Indien bei einem Unfall zerstört. Über Personenschäden ist nichts bekannt.[22]

- Am 12. Mai 1962 verunglückte ein im Namen der Greenlandair betriebenes Amphibienflugzeug vom Typ Canadian Vickers PBV-1A Canso (PBY-5A) der Eastern Provincial Airways (CF-IHA), mit der ein Inlandslinienflug von Kangerlussuaq nach Nuuk durchgeführt werden sollte, bei der Wasserlandung in einem Fjord. Die Maschine lief nach der Landung vom Bug aus mit Wasser voll, nachdem die Bugfahrwerksklappen bei der Landung ausgerissen und der Fahrwerksschacht verformt worden waren. Da die Notausgänge durch Gepäckstücke verstellt waren, ertranken von den 21 Personen an Bord 15 Passagiere (siehe auch Flugunfall der Greenlandair bei Nuuk 1962).[23][24]

- Am 4. November 1965 wurde eine Consolidated PBY-5A Catalina der kolumbianischen Aeropesca Colombia (HK-811) auf einem Flug von Villavicencio nach Mitú nahe El Encanto (Kolumbien) aufgrund schlechten Wetters notgelandet. Die beiden Piloten wurden getötet, die vier Passagiere überlebten und wurden neun Tage später in der Nähe der Grenze zu Peru gefunden.[25]

- Am 19. Oktober 1966 stürzte eine Consolidated PBY-5A Catalina der brasilianischen Cruzeiro do Sul (PP-PEC) auf einem Trainingsflug nahe ihrem Startflughafen Belem-Val-de-Cans ab. Alle vier Besatzungsmitglieder wurden getötet.[26]

- Am 17. Oktober 1968 verunglückte ein Consolidated/Canadian Vickers PBV-1 Canso-Amphibienflugzeug der brasilianischen Cruzeiro do Sul (PP-PCW) bei der Wasserlandung auf dem Rio Purus bei Canutama (Amazonas (Brasilien)). Beim Aufsetzen berührte der linke Tragflächenschwimmer das Wasser, woraufhin die Flugzeugnase eintauchte und die Kabine volllief. Das Flugzeug schwamm noch 15 Minuten, bevor es sank. Von den 14 Insassen kamen 4 Passagiere ums Leben, alle 5 Besatzungsmitglieder und die restlichen 5 Passagiere überlebten.[27]

- Am 28. Juni 1979 verunglückte die Consolidated PBY-6A Catalina N101CS „Calypso 2“ nach der Wasserlandung auf dem Fluss Tajo bei Alverca do Ribatejo (Portugal). Das Flugzeug war zuvor während 5 Monaten generalüberholt worden und hatte in den vorausgegangenen Tagen Versuchsflüge absolviert.[28] Von den 8 Insassen kam nur Philippe Cousteau (der Sohn von Jacques-Yves Cousteau) ums Leben, als der linke Motor in den Cockpitbereich prallte. Der Hergang des Unfalls ist unklar.[29]